# Гермократ (префект претория)
Гермократ (лат. Hermocrates) — восточноримский политический деятель первой половины V века.
О происхождении Гермократа ничего неизвестно. В 435 году он занимал должность комита частного имущества на Востоке. В 444 году Гермократ находился на посту префекта претория Востока. К нему адресовано несколько законов из Кодекса Феодосия.